# Hans Schelter
Hans Schelter (* 13. April 1905 in Röthenbach; † 20. Februar 1983) war ein deutscher Kommunalpolitiker (SPD) und Oberbürgermeister der Stadt Weiden in der Oberpfalz von 1952 bis 1970.

## Leben
Schelter trat im Jahr 1923 in die SPD ein. In den Jahren 1932 bis 1933 war er Stadtrat in Arzberg und von 1946 bis 1952 Stadtrat in Weiden. In Arzberg wurde 1932 unter seinem Vorsitz mit dem Bau des vereinseigenen Sportplatzes bei der Freien Turnerschaft FTA begonnen.
Schelter wurde im Jahr 1952 per Direktwahl in das Amt des Weidener Oberbürgermeisters gewählt. Er amtierte vom 1. Mai des Jahres und wurde mehrfach im Amt bestätigt. Im Jahr 1970 trat er aus Altersgründen nicht mehr zur Wahl an. Am 30. April 1970 war sein letzter Tag im Amt. Es folgte ihm sein Parteigenosse Hans Bauer.
Schelter machte sich während seiner Amtszeit vor allem mit Bauvorhaben einen Namen. Es wurden mehrere Schulen gebaut, die Stadt bekam im Jahr 1955 ihre erste Verkehrsampel, der Josefshaussaal wurde 1959 eröffnet, der Grundstein für das Justizgebäude gelegt, 1964 der Verkehrslandeplatz Weiden/Opf. eröffnet und 1967 erfolgte der Spatenstich für das Hallenbad, das im Jahr 1970 eröffnet wurde.
Im Jahr 1954 begegnete er in Braunschweig bei einem Kongress der „Internationalen Bürgermeister-Union“ Bonaventure Leca (1887–1973), Bürgermeister der Pariser Vorstadt Issy-les-Moulineaux in den Jahren 1953 bis 1973, mit dem sich nicht nur eine enge persönliche Freundschaft entwickelte, sondern mit dem er ein intensives Austauschprogramm beider Städte initiierte und intensivierte, das 1962 zur Besiegelung der Städtepartnerschaft führte. 1956 übernahm Weiden die Patenschaft über die vertriebenen Deutschböhmen des Heimatkreises Tachau. Auf Schelters Initiative und die des pensionierten Tachauer Schulrats Franz Präger wurde am 11. Juli 1957 der Verein zur Erhaltung alten Kulturgutes des Tachauer Gebietes e. V. gegründet. 1963 besiegelte Schelter mit Arnaldo Marconi (1921–2008), dem Bürgermeister von Macerata (Italien), eine weitere Städtepartnerschaft. Unter anderem wurde er 1970 Vorsitzender des Weidener Tierschutzvereins.
Nach dem Tod seines Nachfolgers im Amt Hans Bauer sprach sich Schelter im OB-Wahlkampf im Jahr 1976 öffentlich für die Wahl des Gegenkandidaten der CSU Hans Schröpf aus, wodurch er sich den Unmut einiger Parteigenossen zuzog. Aufgrund von Morddrohungen wurde er unter Polizeischutz gestellt. Der SPD-Bezirksvorstand Niederbayern/Oberpfalz leitete ein Parteiordnungsverfahren gegen ihn ein und seine Mitgliedsrechte mussten ruhen. Schröpf gewann die Wahl mit 63,5 Prozent der Wählerstimmen, der SPD-Kandidat Willibald Moser unterlag.
Hans Schelter war seit dem Jahr 1927 mit Emma Buchka verheiratet und hatte eine Tochter.

## Ehrungen
- Nordgau-Kulturpreis der Stadt Amberg in der Kategorie „Nordgauförderung“ (1960)
- Ehrenbürgerschaft von Issy-les-Moulineaux (1963)
- Ehrenmitgliedschaft EAW-Siedergemeinschaft Weiden (31. Juli 1965)
- Bundesverdienstkreuz 1. Klasse (1969)
- Ehrenbürgerschaft von Weiden in der Oberpfalz (26. März 1973)
- Hans-Schelter-Gedenkstein im Stadtpark Weiden
- Namensgebung der Hans-Schelter-Schule, Grundschule in Weiden-Neunkirchen

## Bibliografie
- H. Schelter: … und es entstand eine Idee. Städt. Verkehrsamt, Weiden, 1957.[11]